# Карен (пригород)
Карен (англ. Karen) — престижный пригород столицы Кении, города Найроби. Назван по имени датской писательницы Карен Бликсен, у которой на месте этого пригорода была кофейная плантация с 1917 по 1931 год.

## История
До 1931 года на территории у подножия холмов Нгонг, на которой впоследствии возник пригород, была кофейная плантация, принадлежавшая датской писательнице Карен Бликсен, о своей жизни на которой она написала книгу «Из Африки» (в 1985 году по книге был снят одноимённый фильм). В связи с возникшими финансовыми проблемами при управлении фермой, в 1931 году Бликсен продала владение Рене Мартину, который разбил территорию на участки площадью в 20 акров, чтобы использовать их для строительства отдельных домов. Последующее развитие участков и привело в дальнейшем к образованию пригорода в современном его виде.
Изначально Карен относился к округу Нгонг, однако в 1963 году был переподчинён городской администрации Найроби. Управлением Карен, а также другим пригородом, Лангатой, занимается Ассоциация Каренгата.
Сегодня Карен — это респектабельный район, в котором селятся дипломаты, крупные бизнесмены, министры и другие представители привилегированного класса. Здесь есть госпиталь, несколько частных школ, элитный торговый центр и гольф-клуб.

## Достопримечательности
- Музей Карен Бликсен
- Усадьба Жирафов